# 東京ドロンパ
東京ドロンパ（とうきょうドロンパ）は、Jリーグ・FC東京のマスコットキャラクター。

## 概要
1998年に生まれたタヌキの男の子。東京タワーの近くに住み、知らない間にパッと現れドロンといなくなることから、「東京ドロンパ」という名前になった。
2009年からFC東京の公式マスコットとして活動中。Jリーグの試合や地域のイベントだけなく、FC東京バレーボールチームの試合にも登場することがある。2012年3月26日よりFC東京小平グランドがある小平市では、市制施行50周年記念として原動機付自転車のナンバープレートのデザインに採用されている。

## 来歴

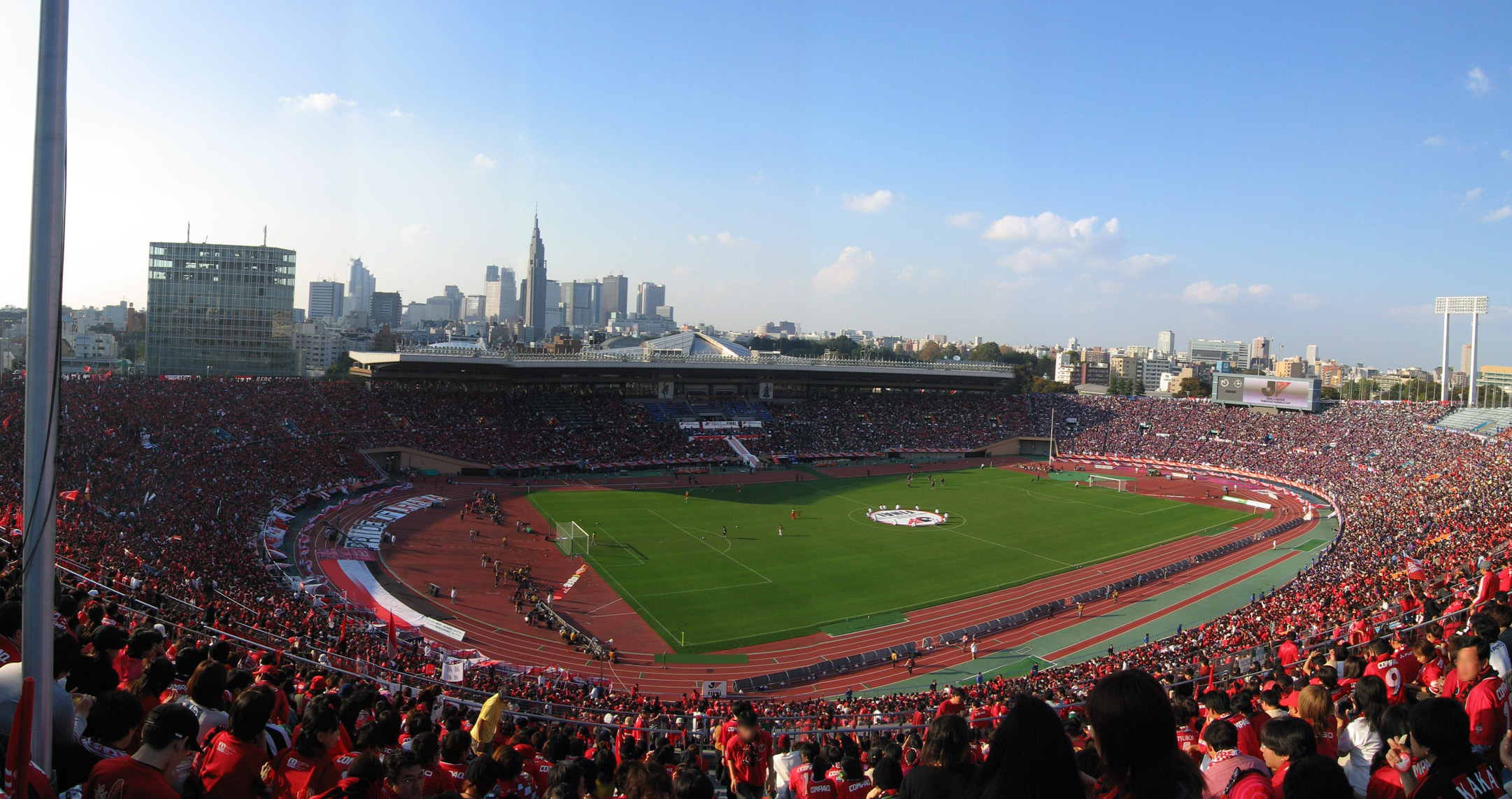
2004年のJリーグヤマザキナビスコカップ決勝

1998年10月1日、東京都港区麻布狸穴町に長寿の家系の狸の12代目として生まれる。
2004年11月3日、父狸に連れられJリーグナビスコカップ決勝「FC東京 vs 浦和レッズ」を観戦。サッカーの試合はこれが初観戦だったが、尻尾が震えるほど感動。以後、FC東京のファンとなる。
2009年、前年よりマスコットプロジェクトを立ち上げていたFC東京からのオファーを受け、クラブマスコットに就任。同年1月23日、TOKYO MX「FC東京ホットライン」に出演し、サポーターに姿を初披露。番組ではレポーターを務めた目黒邑と、特別マイクを用いて会話した。
同年3月7日J1第1節新潟戦でデビュー。登場初年からFC東京サポーターからは好評を博し、Jリーグの公認ファンサイトJ's GOALのアンケートでも、ファン投票1位に選ばれている。

## 風貌
12代に渡って人間に変化し続けてきたタヌキであるため、所々で一般的なタヌキとは異なる形状に進化している。
体毛は薄茶もしくは黄土色だが、眉毛（と思われる部分）は黒。目の周りや尾が青赤に染まっている。なお、人間に化けてもこの青赤の尾はそのまま。しっぽはチャームポイントだという。頭頂部には前後に青・赤・青の三つの突起物がある。また、耳が逆立っており、FC東京のエンブレムの右上部分と類似の形状をしている。
身長・体重は不明（非公表）だが、羽生直剛（公称167cm）とほぼ同じ身長である。

### 服装
基本的にFC東京の1stユニフォームを着用。当初背番号やネームは入っていなかったが、2016年より新たに背番号「1068」が設定された。右腕には青、左腕には赤のリストバンドを着け、FC東京のクラブカラーをアピール。アディダスの黒いスパイクを履いていたが、FC東京のユニフォームサプライヤーに合わせ、アンブロの青赤のスパイクへと変更。
また、時季に応じた服装のアレンジ（子供の日には兜、夏には浴衣、クリスマスにはサンタクロースなど）も見られる。Jリーグヤマザキナビスコカップ優勝報告会ではタキシードを着用。
2010年終盤には、同年のFC東京のチームスローガンが書かれた鉢巻を巻いていた。

## 趣味・特技
ダンスやローラーブレードが得意なほか、一輪車に乗ったパフォーマンスなども披露する器用な都会派タヌキ。
「ワールドサッカー ウイニングイレブン 2009」を発売初日に購入しておりテレビゲームも楽しむようだ。
YouTuberであり、自身のYoutubeチャンネルを開設している。

## 交友歴
- ふろん太

川崎フロンターレとは「多摩川クラシコ」として両クラブで対戦を盛り上げる関係にあるが、同クラブのマスコット『ふろん太』によると、二人の関係は「知人」。東京ドロンパは度々、川崎のホームスタジアムである等々力陸上競技場を訪れたり、「不公平グッズ」の制作を互いに協力したりしている。
また、2010年の対戦より、闘争心を露に東京ドロンパとは全く異なる姿をしたタヌキが現れている。詳細は「多摩川クラシコ」を参照。
- つば九郎、つばみ、燕太郎、トルクーヤ

東京ヤクルトスワローズとは年に1度タイアップ試合を開催する関係にあったため、同球団のマスコットである『つば九郎』たちとの交流も多かった。始球式に登板したこともある。
『燕太郎』とはダンスが得意という共通点もあり「刎頚の友」である。神宮球場を訪ねた際には恒例のバズーカを体験した。
2010年にはヤクルトのファン感謝DAYに参加。同イベントに参加した東京都の様々なマスコットと親交を深めている。
また東京都心で行われるイベントにも『つば九郎』や『つばみ』と共に共演している。
- かめひよ

2009年7月FC東京の練習着スポンサーである「もしもしホットライン」本社を訪問。コールセンターでのアルバイトを志望するも、同社マスコット『かめひよ』の「マスコットにせんねんして」の言葉を受け、不採用となった。
二人は「友達」で、かめひよはFC東京の加入を目指して東京ドロンパによる試験を受けたが「ユニフォームが（身体に）入らない」という理由で落とされている。また、FC東京ホームゲームに来場することもある。
- アイドリング!!!

アイドリング!!!19号・橘ゆりかがFC東京応援番組「FC東京VIVA Paradise」（ジェイコム東京）のレポーターを務めているという縁もあり、東京ドロンパから橘に「アイドリング!!!のみんなにFC東京を応援してほしい」旨の手紙を渡したことから、2013年7月17日のヴァンフォーレ甲府戦において、橘を含むアイドリング!!!からの選抜メンバー10人と東京ドロンパによるコラボレーションユニット「アイドロング!!!」を結成。当日はミニライブやコラボレーショングッズの販売が行われた。翌年以降もこの企画は継続し、2015年のアイドリング!!!活動終了までと、再集合したイベントで全4回行われた（2023年時点）。
- その他調布市天神通り。
画像中央から通りの奥にかけて、東京ドロンパと鬼太郎の描かれたフラッグが見られる。

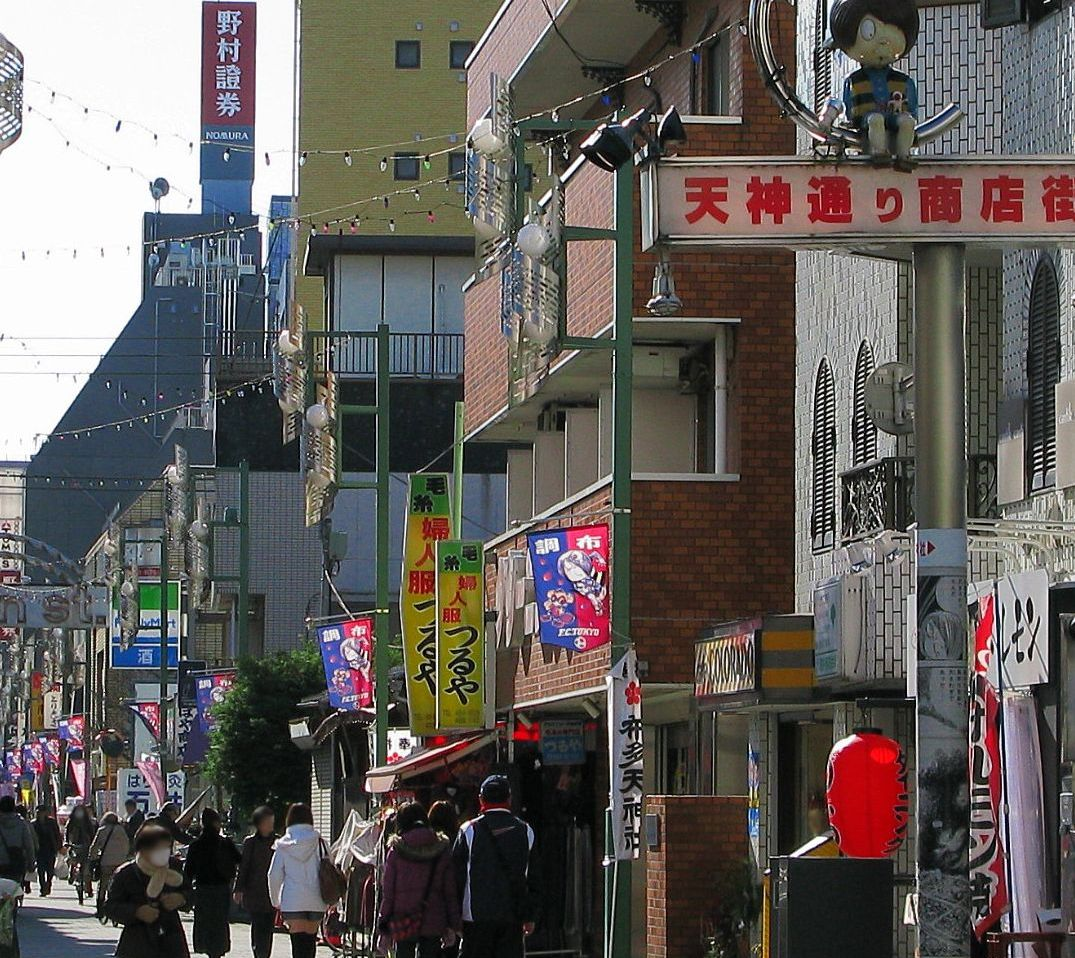
調布市天神通り。
画像中央から通りの奥にかけて、東京ドロンパと鬼太郎の描かれたフラッグが見られる。

  - 京都サンガF.C.のマスコットパーサくんやコトノちゃんとは文通をする仲[60][16][61][62][63]。
  - FC東京のマスコットとして迎えた最初の誕生日である2009年の10月1日には上述の京都のマスコット達に加え、清水エスパルスのパルちゃん、ジュビロ磐田のジュビロくんとジュビィちゃん、名古屋グランパスのグランパスくん、大分トリニータのニータンといった先輩マスコット達からもバースデーカードを贈られている[61]。グランパスくんは、グランパスのオフィシャルスタッフブログに「まだぼくは会ったことがないんだけど、ぜひ1度、瑞穂へも来て欲しいと思っとります。」とも書いている[64]。
  - 同じくタヌキをモチーフとした徳島ヴォルティスのマスコット『ヴォルタくん』とは2011年に初対面。リフティング対決[65]、ドリブル対決[66]を行うも惜敗している。『ティスちゃん』との接触は無かったが[34]、2011年10月に東京ドロンパが徳島へ遠征した時に初対面を果たしている[67]。
  - 愛媛FCのマスコット（愛媛FCも東京ヤクルトスワローズと交流がある）であるオ〜レくん・たま媛ちゃん・伊予柑太と愛媛の「熱烈サポーター」一平くんが2011年6月5日の駒沢オリンピック公園総合運動場陸上競技場での試合に来訪し、一平くんは恒例の「転倒して担架で運ばれる」ネタを披露している[68]。
  - 2004年よりFC東京のホームゲームで「ゲゲゲの鬼太郎デー[注 11]」を実施している。『鬼太郎』や『ねずみ男』らが来場しており[69]、その際のちゃんちゃんこは青赤。東京ドロンパが『目玉おやじ』を抱えた[70][71]。調布市内の街路灯には東京ドロンパと鬼太郎が描かれたバナーフラッグが取り付けられた[72]。
  - アニメ『GIANT KILLING』のプロモーションのため、同作品の主人公が所属するサッカークラブのマスコット『パッカ』が、FC東京のホームゲームを訪れた。「カッパ」と「タヌキ」の共演は来場者に某クレジットカードのテレビコマーシャルを連想させた[73]。また、パッカは講談社（文京区）から味の素スタジアム（調布市）に行くまでには水分補給が必要であることを露呈した[74]。
  - 味の素のマスコット『アジパンダ』や[75]、とんかつ新宿さぼてんのマスコット『さぼ君』にはFC東京タオルマフラーを着用させた[76]。
  - つば九郎と共に大井競馬場を訪ね、マスコットの『うまたせ！』と東京のサッカー・野球・競馬のコラボレーションを盛り上げた[77]。味の素スタジアムや[78][79]明治神宮野球場にも[80]この3匹[81]で登場している。ちなみにうまたせ！は長友佑都に親近感を持っている[82]。
- 2014年8月23日の浦和レッズ戦にて、テレビ東京系で放送されたテレビアニメ『オレカバトル&ドラゴンコレクション』のコラボにて、テレビ東京のマスコットキャラクターであるナナナ、両作品の主演声優・村中知[注 12]と桜井春名[注 13]がゲスト出演。両作のテーマソングを歌唱している串田アキラ[注 14]と流田Project[注 15]がゲスト出演し、キッズダンサーズによるパフォーマンスを披露した。この他オーロラビジョンにて、両作品に登場するキャラクター・パンドラ（オレカバトル）とハニッチ（ドラゴンコレクション）[注 16]が登場し、VTRメッセージを交えて行われている。入場者には、東京ドロンパと米本拓司選手がモチーフの両製品のカードが配布されている。

## 出演
映画
- 劇場版 獣電戦隊キョウリュウジャー ガブリンチョ・オブ・ミュージック (2013年) - エンディングのみ。